# Lafage
Lafage település Franciaországban, Aude megyében. Lakosainak száma 96 fő (2022. január 1.). Lafage Mirepoix, Cahuzac, Gaja-la-Selve, Plavilla, Ribouisse és Villautou községekkel határos.

## Népesség
A település népessége az elmúlt években az alábbi módon változott:
| Lakosok száma | 112  | 103  | 65   | 82   | 91   | 85   | 89   | 92   | 93   | 96   |
|               | 1968 | 1982 | 1990 | 2006 | 2013 | 2015 | 2017 | 2019 | 2020 | 2022 |